# Достоевский, Милий Федорович
Милий Федорович Достоевский (10 июня 1884, Саратов — 10 февраля 1937, лагерь НКВД № 2) — российский археолог, лингвист, востоковед и полиглот, а также внук брата Фёдора Достоевского. Стал жертвой политических репрессий.

## Биография
Родился 10 июня 1884 года в Саратове в семье Фёдора Михайловича Достоевского (младшего). Назван Милием в честь композитора Милия Балакирева.
В 1909 году окончил Московский археологический институт. Во время работы в институте он организовывал археологические экспедиции на Кавказ и Среднюю Азию. В 1919 году был уволен из университета по причине паралича ног и поступил на лечение в клинику при МГУ, до конца своей жизни ему приходилось передвигаться при помощи инвалидной коляски. После увольнения он подрабатывал учителем русского для иностранцев. 4 марта 1923 года был арестован по подозрению шпионажа на Японию, следствие длилось 5 месяцев, во время которого он сидел три на Лубянке и остальные два в Бутырке. Позже за неимением доказательств Милия отпустили. В 1929 году вернулся в Москву и уже в 1930 году был арестован во второй раз по обвинению в заговоре с дашнаками.
25 мая приговорён в ссылке на Землю Франца-Иосифа, однако 2 июня решение было изменено и его отпустили. После освобождения уехал в Кривой Рог, где стал работать в Геологическом институте. 6 сентября 1936 года был обвинён в антисоветской пропаганде и приговорён к 10 годам исправительных работ в трудовых лагерях, отбывал срок в лагере НКВД в 23 км от Мариинска. Скончался 10 февраля 1937 года находясь в заключении.
Был полиглотом, выучив в течение жизни 14 языков. Также принимал участие в создании Большой советской энциклопедии, для которой написал статью про Сергея Михайловича Георгиевского.

## Сочинения
- Старина и быт Средней Азии. — М.: изд. т-ва «Образование», 1917. — 62 с.
- Суздаль / под ред. И. Н. Бороздина ; изд. т-ва «Образование». — М.: [тип. Г. В. Васильева], 1925. — 52 с.